# La Bonne-Mère
Pour les articles homonymes, voir Bonne Mère.
La Bonne-Mère est un navire négrier français armé à Nantes pour un armateur de l'île Feydeau à compter de 1802.

## Histoire
Son propriétaire initial était l'armateur négrier basé sur le port de Nantes Mathurin Trottier avant que celui-ci émigre vers Saint-Domingue, où il deviendra colon. Une première expédition négrière est effectuée en 1802-1803.
Le navire est désarmé sous l'Empire. En 1812, sous le nom la Sophia le navire effectue un aller-retour Nantes-Londres. Puis sous son premier nom la Bonne Mère, son réarmement commence en novembre 1814 et le navire reprend la mer en février 1815 pour effectuer une deuxième expédition. 
Il est alors commandé  par la capitaine Leglé, originaire de Paimbœuf, et armé par François Sallentin. Le troc s'effectue pendant deux mois sur la côte de l'actuelle Guinée auprès du roi Opubo Fubara Pepple (ou Pepel, roi de Bonny) et des membres de son clan. Ainsi en mai 1815, « cinq Nègres et deux Négresses » sont échangés contre de la poudre et divers colifichets. 355 esclaves seront ainsi achetés. Pendant le trajet 15 esclaves décèdent. Et la vente des 340 esclaves s'effectue aux Antilles.
La Bonne-Mère sera saisie par les Britanniques à Pointe-à-Pitre le 10 août 1815.